# Nagware
Onder nagware verstaat men software die op vervelende wijze de gebruiker eraan herinnert om het product te registreren (en ervoor te betalen). Nagware is meestal een vorm van shareware.
Vaak wordt gebruikgemaakt van een pop-upvenster dat weggeklikt kan worden, waarbij soms een aantal seconden gewacht moet worden. 